# Thuidium velatum
Thuidium velatum là một loài rêu trong họ Thuidiaceae. Loài này được (Mitt.) Paris mô tả khoa học đầu tiên năm 1898.